# 貝拉維斯塔縣

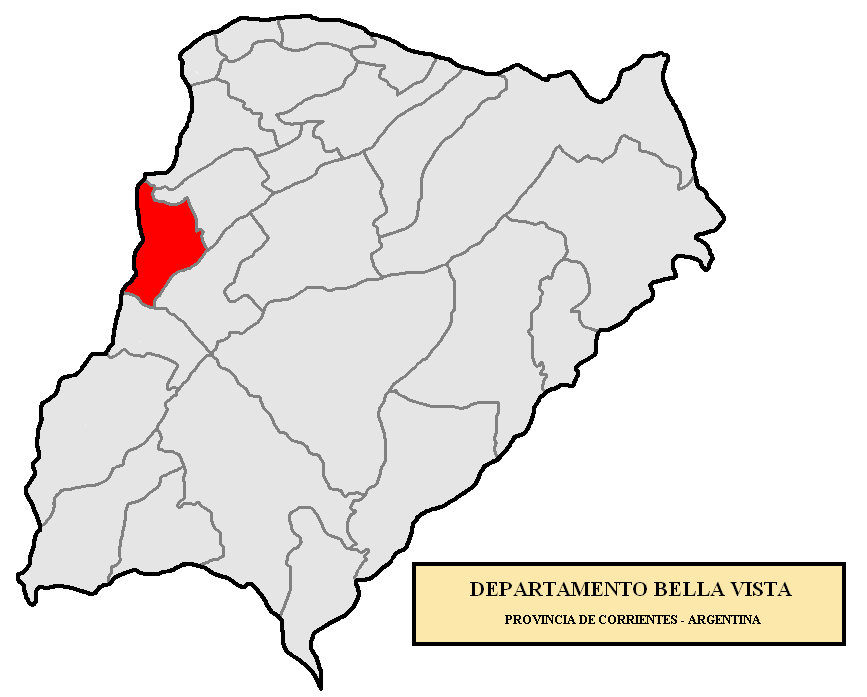

28°28′S 59°03′W / 28.467°S 59.050°W
貝拉維斯塔縣（西班牙語：Departamento Bella Vista），是阿根廷的縣份，位於該國北部科連特斯省，首府設於貝拉維斯塔，西面是巴拉那河，2010年人口37,212，人口密度每平方公里21.95人。